# Lensbaby

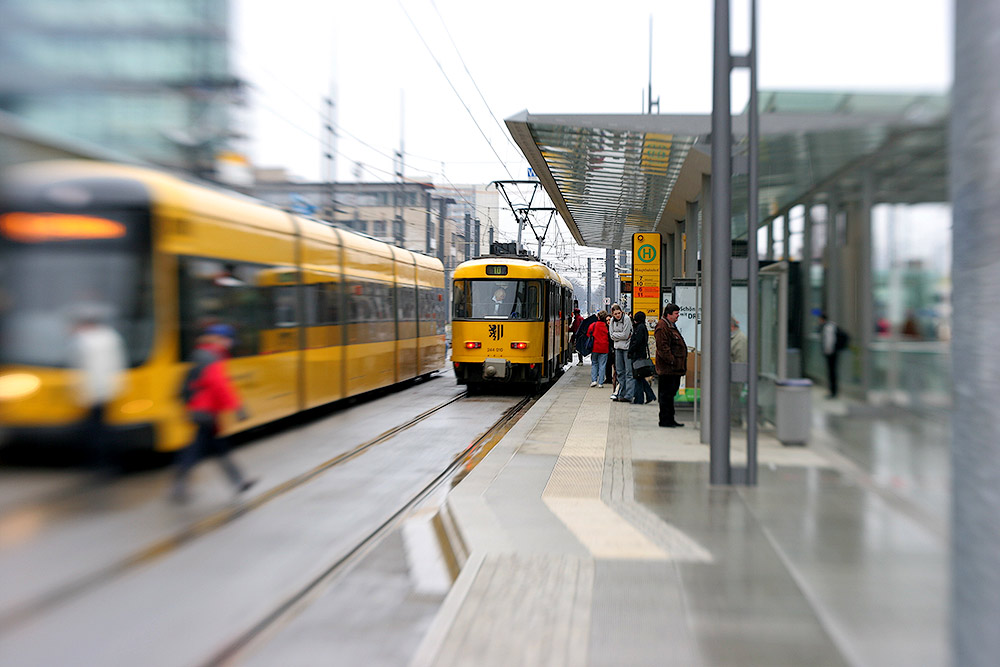
Mit einem Lensbaby-Objektiv aufgenommenes Bild

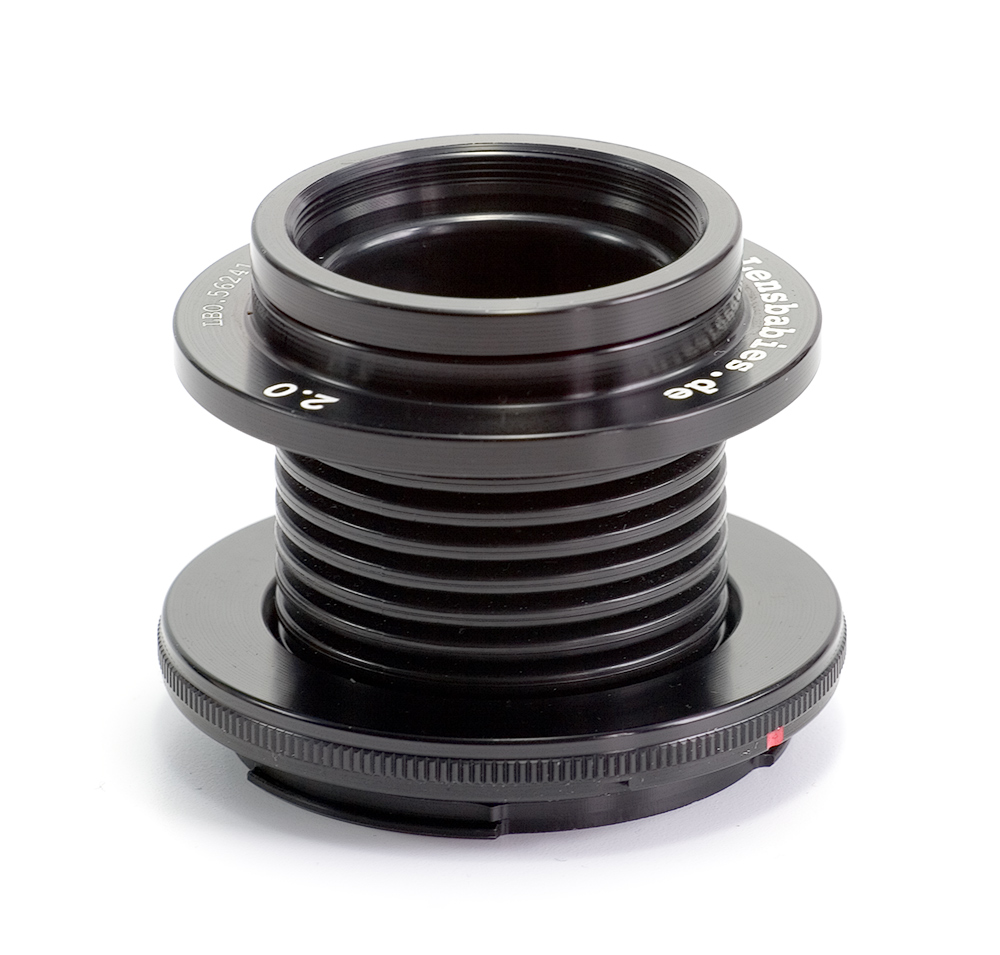
Lensbaby Muse-Objektiv

Lensbaby bezeichnet als Gattungsbegriff eine bestimmte Art von Fotoobjektiven. Es ist darüber hinaus ein Markenname der gleichnamigen Firma Lensbaby Inc., Hersteller und Erfinder dieser Objektive, die bei ihrer Vorstellung ab 2004 weite Beachtung unter Fotografen fanden.

## Objektiv der Gattung Lensbaby
Als Gattungsbegriff bezeichnet Lensbaby ursprünglich ein spezielles Objektiv mit einer Brennweite von ca. 50 mm. Es besteht prinzipiell aus einem federnd flexiblen Balgen, der den Objektivtubus ersetzt und an dessen Ende sich eine oder mehrere Linsen befinden. Dieser Balgen kann gedehnt, gestaucht und gebogen werden. Mit Hilfe dieser Bewegungen wird das Bild fokussiert und der Ort des Fokuspunktes festgelegt. Als Blende dienen Lochscheiben, die in die Optik eingelegt werden können. Dabei erhöht die Blende anders als bei herkömmlichen Objektiven nicht nur die Schärfentiefe, sondern vergrößert auch den Bildbereich schärferer Abbildung (vulgo: Schärfepunkt, „Sweet Spot“).
Ein mit einem Lensbaby-Objektiv aufgenommenes Bild ist nur im Bereich des Schärfepunkts scharf, rundherum nimmt die Schärfe zunehmend ab. Der Ort der Schärfe kann durch Verbiegen des Objektivs frei gewählt werden. Weiterhin kann das Objektiv durch Kippen der Linse in Bezug auf die Aufnahmeebene ähnlich wie ein Tilt-und-Shift-Objektiv verwendet werden.
Die äußerlich kleinen Lensbaby-Objektive ermöglichen Fokussieren durch Positionierung – Verändern der Bildweite und Verkippen – mit 4 Fingerkuppen an einem Griffrand statt Drehen am Objektivring eines konventionellen Objektivs mit Einstellschnecke. Das ermöglicht unmittelbareres Bedienen der Kamera ohne Notwendigkeit, die Griffposition zu wechseln und damit spontaneres Auslösen im Stil der Lomographie.
Die Möglichkeit der selektiven Schärfung eines mittigen Bildteils erlaubt dessen Betonung. Die Bildgestaltung mit dem ursprünglichen Lensbaby („Muse“) wird durch das Verformen des Objektivs mit der Hand beeinflusst, so dass die exakten Aufnahmebedingungen eines Bildes nur schwer zu reproduzieren sind. Mit dem „Control Freak“, dem „Composer“ und dem „Scout“ gibt es auch Varianten, die eine Fixierung des Schärfepunkts ermöglichen und somit reproduzierbare Ergebnisse zulassen. Dies macht das Lensbaby auch für Landschafts- und Studiofotografen zum kreativen Gestaltungsmittel.

## Objektive der FirmaLensbaby Inc.
Die Objektive der Firma Lensbaby Inc. sind mittlerweile für fast alle gängigen Kameraanschlüsse erhältlich. Es werden diverse Varianten angeboten:
- Das „Muse“ (50 mm Brennweite), welches in zwei Varianten, mit einer unvergüteten einzelnen Kunststofflinse oder mit einer vergüteten zweilinsigen Glasoptik, erhältlich ist.
- Das „Control Freak“ (50 mm Brennweite) entspricht dem „Muse“, kann aber zusätzlich fixiert und danach fein eingestellt werden. Von diesem Objektiv gibt es auch Mittelformat-Varianten mit Brennweiten von 80 mm oder 100 mm.
- Das „Composer“ (50 mm Brennweite) besitzt anstatt des Balgens ein Kugelgelenk.
- Das „Composer Pro“ ähnlich dem Composer, aber mit 35 mm Brennweite und besonders feinfühliger Einstellungsmöglichkeit.
- Das „Composer mit Tilt Transformer“ speziell für Micro-Four-Thirds-Kameras und die Baureihe NEX der Firma Sony. Der Adapter ermöglicht die Tilt-Fotografie.
- Das „Scout“ ist ein Fisheye-Objektiv mit 12 mm Brennweite und feststehender Optik.

Der 2012 vorgestellte „Edge 80“ Einsatz bildet flächenhaft scharf ab und findet auch als Tilt-Objektiv Verwendung.
Durch die Verwendung sogenannter „Optic Swaps“ (austauschbare Formblenden) lassen sich verschiedene Softfocus-Effekte realisieren.
Lensbaby Inc. bietet auch ein anklemmbares Vorsatzobjektiv für die randständige Rückseitenkamera von Smartphones.